# اسپرینگ دیل (نیوجرسی)
اسپرینگ دیل (به انگلیسی: Springdale) یک منطقهٔ مسکونی در ایالات متحده آمریکا است که در شهرستان کمدن، نیوجرسی واقع شده‌است. اسپرینگ دیل ۱۳٫۸۶۴ کیلومتر مربع مساحت و ۱۴٬۵۱۸ نفر جمعیت دارد و ۱۸ متر بالاتر از سطح دریا واقع شده‌است.